# Can't stop the disco
«Can't Stop the Disco» es el 14º sencillo de Ami Suzuki con avex trax, y el 30 en completo. Producido por Yasutaka Nakata de capsule, sacado al mercado el 24 de septiembre de 2008. En el primer día, el sencillo debutó en el puesto #27.

## Lista de canciones
1. Can't Stop the Disco
2. Climb Up to the Top
3. Super Music Maker (SA'08S/A Mix)

### Lista de canciones en DVD
1. Can't Stop the Disco (Music Clip)

- Datos: Q2935725